# Voigtsdorf
Voigtsdorf är en kommun och ort i Landkreis Mecklenburgische Seenplatte i förbundslandet Mecklenburg-Vorpommern i Tyskland.
Kommunen ingår i kommunalförbundet Amt Woldegk tillsammans med kommunerna Groß Miltzow, Kublank, Neetzka, Schönbeck, Schönhausen, och Woldegk.